# 福迪斯

福迪斯

福迪斯（法語：Footix）是1998年世界盃足球賽的吉祥物。他是一隻雄雞，雄雞為法兰西民族和法国足协的象徵。福迪斯的身體為藍色，和法國國家足球隊的球衣顏色一樣，並擁有红色鸡冠、黄色嘴巴，胸前則印有法國 98（"FRANCE 98"）字樣。
法国人认为这只公鸡能够折射出一种充满活力的自信和火一般的热情。

## 外部連結
- FIFA World Cup mascots: 1966-2010 (組圖) （页面存档备份，存于）